# Malabarlærke
Malabarlærke (latin: Galerida malabarica) er en fugl i lærkefamilien, der lever i det vestlige Indien.